# Kaličane
Kaliçan en albanais et Kaličane en serbe latin (en serbe cyrillique : Каличане) est une localité du Kosovo située dans la commune/municipalité d'Istog/Istok et dans le district de Pejë/Peć. Selon le recensement kosovar de 2011, elle compte 835 habitants, tous albanais.
La localité est également connue sous le nom albanais de Kaliqan.

## Histoire
Sur le territoire du village se trouve un site archéologique remontant aux Ier-IVe siècles, proposé pour une inscription sur la liste des monuments culturels du Kosovo.
La mosquée de Kaliçan/Kaličane a été construite au XIXe siècle ; elle est mentionnée par l'Académie serbe des sciences et des arts et inscrite sur la liste kosovare. La tour-résidence de Lash Ukaj est proposée pour une inscription.

## Démographie

### Évolution historique de la population dans la localité
| 1948 | 1953 | 1961 | 1971 | 1981  | 1991  | 2011 |
| ---- | ---- | ---- | ---- | ----- | ----- | ---- |
| 524  | 603  | 640  | 827  | 1 070 | 1 251 | 835  |

|  |